# Faire tête
Un navire fait tête, ou fait tête sur l'ancre, lorsqu'il s'arrête de culer après que l'ancre a croché. 
Le signe caractéristique en est la tension de la chaîne qui augmente, rappelant l'étrave dans la direction de l'ancre (d'où le nom), puis un relâchement de la tension à l'arrêt du navire.